# 칼리 클로스
칼리 엘리자베스 클로스(Karlie Elizabeth Kloss, 1992년 8월 2일 ~ )은 미국의 모델이다. 칼리는 Models.com에서 선정한 세계 최고의 여자 모델 50인 중 7위로 뽑혔으며, 《보그 파리》의 2000년대 최고의 모델 30인 중 한 명으로 뽑히기도 했다. 2013년부터 2015년까지 빅토리아 시크릿 엔젤스로 활동했다.

## 출연 작품

### 영화
- 2016년 쥬랜더 리턴즈 - 이브 역